# 韓國三育大學
韓國三育大學（英文：Sahmyook University）是一所位於大韓民國首爾特別市東北部蘆原區的私立男女同校基督教大學。這間大學是基督復臨安息日會的第三期教育機構，成立於1906年。到2006年止，這間大學已經擁有六個學院。

## 歷史
1906年，韓國義明學校(Euimyung College)由基督復臨安息日會的美籍傳教士們建立，這間學校當初建立的目的是為了提升在大韓民國教會裡工作的勞工們的教育程度。1951年，學校改名三育神學院(Sahmyook College)。1992年，再改名為三育大學（Sahmyook University）。2005年，三育義明大學併入三育大學。

## 科系
- 美術設計學部
- 環境園藝設計學部（園藝學、環境園藝設計）
- 汽車制御系統設計專業
- 人文科學
- 神學
- 英美與文學（英語英文學、英語語言文化）
- 東洋語學部（中國語、日語）
- 數碼經營學（財務會計、流通銷售、經營信息）[3]

## 國際交流

### 姊妹校
- 國立清華大學[4]
- 國立聯合大學[5]
- 國立臺中科技大學[6]

## 校友
- 晉久

## 相關
- 韓國大學列表
- 基督復臨安息日會學院與大學列表

## 外部連結
- 韓國三育大學官方網址

## 資料來源
1. ↑  諸海鍾正式就任三育大学第16任校长
2. ↑  中時新聞網 韓國三育大學赴真理大學交流 促赴韓交換生機會提高
3. ↑  姐妹校韓國三育大學國際教育副主任造訪華梵
4. ↑  國立清華大學全球事務處 本校近日已和韓國三育大學(Sahmyook University)新簽學術交流合作備忘錄及學生交換計畫備忘錄
5. ↑  國立聯合大學秘書室 國立聯合大學與韓國三育大學締結姊妹校
6. ↑  國立臺中科技大學2023年韓國姊妹校三育大學秋季交換申請